# Seidel (cráter lunar)
Seidel es un cráter de impacto lunar desgastado, que se encuentra al estenoreste del cráter mucho más grande Jules Verne. Más al este de Seidel se halla el borde occidental del Mare Ingenii, y al noreste se localiza el cráter O'Day.
|  |

Se trata de un cráter erosionado con un pequeño impacto sobre el borde exterior sursureste. El borde sur está cubierto por depósitos de material, probablemente expulsados por otros impactos. El resto del borde se ha conservado bastante bien, y está marcado tan solo por pequeños cráteres y por el efecto del desgaste general. El suelo interior aparece relativamente nivelado, con una serie de pequeños cráteres que marcan la superficie.

## Cráteres satélite

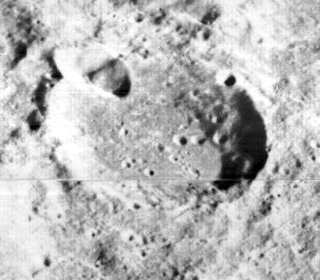
Vista oblicua desde el Lunar Orbiter, mirando al sur

Por convención estos elementos son identificados en los mapas lunares poniendo la letra en el lado del punto medio del cráter que está más cercano a Seidel.
|        | \| Seidel \| Coordenadas \| Diámetro \| \| ------ \| ------------------------------- \| -------- \| \| J \| 33°30′S 152°48′E / -33.5, 152.8 \| 19 km \| \| M \| 35°18′S 152°00′E / -35.3, 152.0 \| 28 km \| \| U \| 32°30′S 150°12′E / -32.5, 150.2 \| 33 km \| |          |
| Seidel | Coordenadas | Diámetro |
| J      | 33°30′S 152°48′E / -33.5, 152.8 | 19 km    |
| M      | 35°18′S 152°00′E / -35.3, 152.0 | 28 km    |
| U      | 32°30′S 150°12′E / -32.5, 150.2 | 33 km    |